# カウナカカイ (ハワイ州)
カウナカカイ（英: Kaunakakai）は、アメリカ合衆国のハワイ州、マウイ郡にある国勢調査指定地域 (CDP) 。人口は2000年国勢調査時で2726人と、モロカイ島では最大の町である。1930年代は「カウナカカイの狂った町長」 (The Cockeyed Mayor of Kaunakakai) という歌で知られた。

## 地理
国勢調査局によると総面積は8.1平方キロ（3.1平方マイル）で、うち陸地が5.3平方キロ（2.0平方マイル）を、総面積の34.94%にあたる2.8平方キロ（1.1平方マイル）を水域が占める。

## 人口動態
2000年の国勢調査時点で、このCDPには2726人、867世帯、645家族が暮らしている。人口密度は1平方キロあたり518.5人で、平方マイルに換算すると1342.7人となる。住居数は962軒で、1平方キロに平均183.0軒（1平方マイルあたりでは473.8軒）が建っていることになる。住民のうち白人は8.62%、アフリカ系は0.04%、ネイティブ・アメリカンは0.15%、アジア系は28.76%、太平洋諸島系は30.67%、その他の人種は0.18%、混血は31.58%、ヒスパニック（ラテン系）は5.58%を占める。
867世帯のうち35.3%は18歳未満の子どもと暮らしており、51.7%は夫婦で生活している。17.5%は未婚の女性が世帯主であり、25.6%は家族以外の住人と同居している。22.5%が独り身世帯で、12.1%を独居老人の世帯が占める。1世帯あたりの平均構成人数は3.13人、家庭の平均構成人数は3.66人である。
住民のうち32.2%が18歳未満の未成年、8.3%が18歳以上24歳以下、22.6%が25歳以上44歳以下、21.6%が45歳以上64歳以下、15.2%が65歳以上となっており、平均年齢は36歳である。女性100人に対して男性が91.8人いる一方、18歳以上の女性100人に対しては88.3人いる。
一世帯あたりの平均収入は3万4492米ドル、家族ごとでは3万9348米ドルである。男性の平均収入は3万543米ドル、女性の平均収入は2万2337米ドルで、労働者でない人々も含めた住民一人当たりの収入は1万4201米ドルとなる。総人口の20.6%、家族の15.5%、18歳未満の子どもの27.4%、および65歳以上の高齢者の11.8%は貧困線以下の収入で生計を立てている。